# Longfellow (Texas)
Longfellow war ein Ort im Pecos County im US-Bundesstaat Texas. Es ist heute der Sitz der Longfellow Ranch, der Ort selbst ist eine Geisterstadt. 

## Geographie
Longfellow lag im Südwesten von Texas, 26 Kilometer westlich von Sanderson in der Nähe des heutigen US Highway 90 im südlichsten Teil des Pecos County. Der Ort lag in einer Höhe von 1027 Metern über dem Meeresspiegel.

## Geschichte
Die Gegend um Longfellow wurde vor 1860 von mexikanischen Ranchern genutzt. Mit dem Bau der Eisenbahnstrecke der Galveston, Harrisburg and San Antonio Railway 1881 entstand ein Haltepunkt der Eisenbahn. Die Eisenbahngesellschaft benannte die Station nach dem amerikanischen Schriftsteller Henry Wadsworth Longfellow. Da der Ort sich bald zu einem Verladebahnhof für die Rinder der weiteren Umgebung entwickelte, wurden ein Eisenbahndepot, eine Telegraphenstation und Wassertanks für die Lokomotiven erbaut. In der Nähe des Ortes betrieb die Eisenbahngesellschaft einen Steinbruch, in dem Schotter für den Eisenbahnbau hergestellt wurde.
1890 wurde eine Poststation eröffnet, und der Ort wurde zum Hauptsitz der Longfellow Ranch. Mit dem Bau der Highway Mitte der 1920er Jahre verlagerte sich der Viehtransport zunehmend auf die Straße, wobei größere und verkehrsgünstiger gelegene Städte wie Sanderson im Terrell County Longfellow als Viehverladestation unwichtig werden ließen. 1933 wurde die Poststation geschlossen, 1944 stellte die Eisenbahngesellschaft den Frachttransport ein und schloss das Telegraphenbüro. Mit dem Aufkommen der Diesellokomotiven wurden auch die Wassertanks in Longfellow überflüssig, und die Eisenbahngesellschaft Southern Pacific Railroad gab 1954 die Station völlig auf.